# Helmut Grunsky
Helmut Grunsky (Aalen, 11 de julho de 1904 – Wurtzburgo, 5 de junho de 1986) foi um matemático alemão, que trabalhou com análise complexa e teoria das funções geométricas. Introduziu o teorema de Grunsky e as desigualdades de Grunsky.
Obteve um doutorado em 1932 na Universidade de Berlim, orientado por Ludwig Bieberbach e Issai Schur, com a tese Neue Abschätzungen zur konformen Abbildung ein- und mehrfach zusammenhängender Bereiche.
Em 1936 foi nomeado editor do Jahrbuch über die Fortschritte der Mathematik. Em 1939 foi forçado a deixar seu cargo depois que Ludwig Bieberbach o acusou de empregar árbitros judeus em uma carta notória. Ingressou noPartido Nacional-Socialista dos Trabalhadores Alemães em 1 de abril de 1940, embora pareça ter tido pouca simpatia por sua filosofia. Publicou na periódico Deutsche Mathematik. A partir de 1949 foi Privatdozent na Universidade de Tübingen; mais tarde foi professor na Universidade de Mainz e na Universidade de Würzburgo.

## Obras
- Roth, Oliver; Ruscheweyh, Stephan, eds. (2004), Helmut Grunsky. Collected Papers, ISBN 978-3-88538-501-1 (em alemão), Lemgo, Germany: Heldermann Verlag, MR 2083061(Publishing Announcement)
- Grunsky, Helmut (1978), Lectures on theory of functions in multiply connected domains, ISBN 3-525-40143-4, Studia mathematica: mathematische Lehrbücher (em inglês) (4), Göttingen: Vandenhoeck & Ruprecht
- Schur, Issai (1968),  Grunsky, Helmut, ed., Vorlesungen über Invariantentheorie, Die Grundlehren der mathematischen Wissenschaften (em alemão), 143, Berlin, New York: Springer-Verlag, MR 0229674
- Grunsky, Helmut (1939), «Koeffizientenbedingungen für schlicht abbildende meromorphe Funktionen», Mathematische Zeitschrift (em alemão), 45: 29–61, doi:10.1007/bf01580272
- Grunsky, Helmut (1932), Neue Abschätzungen zur konformen Abbildung ein- und mehrfach zusammenhängender Bereiche, Dissertation Friedrich-Wilhelms-Universität zu Berlin (em alemão), Schriften des Mathematischen Seminars und des Instituts für angewandte Mathematik der Universität Berlin, Band 1, Heft 4, S. 95–140, Leipzig: B. G. Teubner